# 渥美恭弘

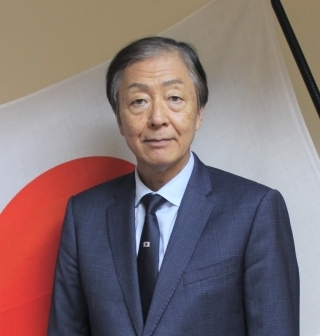
外務省より公表された公式肖像画像

渥美恭弘（あつみ やすひろ、1957年1月2日 - ）は日本の財務官僚。大臣官房政策評価審議官、明治大学大学院グローバル・ビジネス研究科特別招聘教授、公益財団法人日本証券アナリスト協会代表理事等を経て、駐ジャマイカ兼バハマ兼ベリーズ特命全権大使。

## 来歴
静岡県出身。静岡県立静岡高等学校、東京大学経済学部経済学科卒業。昭和53年国家公務員上級甲種試験（経済）合格。1979年4月 大蔵省入省（大臣官房文書課）。1981年5月からカリフォルニア大学ロサンゼルス校（経済学）やジョンズ・ホプキンス大学（国際関係論）等に留学。1985年7月 伊勢税務署長。1993年7月 大阪国税局課税第二部長。2004年7月 国税庁長官官房企画課長。2005年7月 東北大学大学院法学研究科教授。2007年10月1日 独立行政法人鉄道建設・運輸施設整備支援機構理事。2009年7月14日 北海道財務局長兼財務総合政策研究所北海道研修支所長。2011年7月4日 派遣職員（米州開発銀行）。2014年7月4日 大臣官房政策評価審議官。2015年7月7日 退官。同年10月1日 公益財団法人日本証券アナリスト協会参与。2017年8月8日、公益財団法人日本証券アナリスト協会常務理事（代表理事）。明治大学大学院グローバル・ビジネス研究科特別招聘教授、監査基準委員会有識者懇談会委員。2022年駐ジャマイカ特命全権大使。2023年駐ジャマイカ兼駐バハマ兼駐ベリーズ特命全権大使。

## 略歴
- 1979年4月：大蔵省入省（大臣官房文書課）[2]。
- 1981年5月：大臣官房付（UCLA、JHU等に留学）。
- 1983年7月：外務省中近東アフリカ局中近東第一課。
- 1985年7月：伊勢税務署長。
- 1986年7月：国税庁調査査察部査察課長補佐。
- 1987年6月：派遣職員（米州開発銀行）。
- 1990年7月：証券局業務課長補佐。
- 1991年6月：国税庁長官官房企画課長補佐。
- 1993年7月：大阪国税局課税第二部長。
- 1995年6月：大臣官房付。
- 1998年7月：総理府大臣官房参事官 兼 内閣官房内閣外政審議室内閣審議官[8]。
- 2000年7月：外務省大臣官房参事官 兼 アジア局[8]。
- 2001年1月6日：外務省大臣官房参事官 兼 アジア大洋州局[8]。
- 2004年7月：国税庁長官官房企画課長。
- 2005年7月：東北大学大学院法学研究科教授。
- 2007年10月1日：独立行政法人鉄道建設・運輸施設整備支援機構理事。
- 2009年7月14日：北海道財務局長 兼 財務総合政策研究所北海道研修支所長。
- 2011年7月4日：派遣職員（米州開発銀行）。
- 2014年7月3日：財務省大臣官房付。
- 2014年7月4日：大臣官房政策評価審議官。
- 2015年7月7日：退官。
- 2015年10月1日：日本証券アナリスト協会参与。
- 2017年8月8日：日本証券アナリスト協会常務理事（代表理事）[9]。
- 2022年10月10日：駐ジャマイカ特命全権大使。
- 2023年1月17日：駐ベリーズ特命全権大使兼務。
- 2023年10月20日：駐バハマ特命全権大使兼務[7]。